# 위약금
위약금이란 채무불이행의 경우에 채무자가 채권자에게 지급할 것을 약속한 금전 기타의 것을 말한다.(대 한민국 민법 제398조 5항) 위약금은 그 약정목적에 따라 위약벌과 손해배상액의 예정으로 분류되는데 위약금의 약정은 당사자 사이의 특별한 약정이 없는 한, 손해배상액의 예정으로 추정된다.(대한민국 민법 제398조 제4항) 따라서 반증을 들어서 위약벌이라고 주장할 수 있다. 위약금은 당사자의 약정에 따라 위약벌(違約罰), 제재금(制裁金)으로 하는 취지일 수도 있다.

## 위약벌의 약정
- 위약벌의 약정은 채무의 이행을 확보하기 위하여 정해지는 것으로서 손해배상의 예정과는 그 내용이 다르므로 손해배상의 예정에 관한 민법 제398조 제2항을 유추 적용하여 그 액을 감액할 수는 없고 다만 그 의무의 강제에 의하여 얻어지는 채권자의 이익에 비하여 약정된 벌이 과도하게 무거울 때에는 그 일부 또는 전부가 공서양 속에 반하여 무효로 된다[2].

##### 손해배상액의 예정
- 채무불이행으로 인한 손해배상액이 예정되어 있는 경우에는 채권자는 채무불이행 사실만 증명하면 손해의 발생 및 그 액을 증명하지 아니하고 예정배상액을 청구할 수 있고, 채무자는 채권자와 채무불이행에 있어 채무자의 귀책사유를 묻지 아니한다는 약정을 하지 아니한 이상 자신의 귀책사유가 없음을 주장·입증함으로써 예정배상액의 지급책임을 면할 수 있다[3]
- 손해배상의 예정액이 부당히 과다하여 법원이 직권으로 감액한 경우, 감액된 부분은 처음부터 무효인 것으로 본다[4]
- 손실배상액을 예정한 경우에는 과실상계를 적용할 것이 아니다[5]

## 같이 보기
- 지체상금